# Extreme E
Le Extreme E est un championnat de course automobile utilisant des SUV électriques, organisé par la FIA. Tous les sites de course sont choisis pour sensibiliser à certains aspects du changement climatique.
Le logo représente la menace du dérèglement climatique, par le noir et le X, symbole de danger, et l'espoir qu'incarne Extreme E avec la couleur verte, ainsi que la responsabilité collective face à l'avenir de notre planète. Le slogan est "Course pour la planète".

## Histoire

### Développement du projet (2018-2020)
Extreme E a débuté en 2018 en tant que projet dirigé par le fondateur de la Formule E Alejandro Agag et l'ancien pilote Gil de Ferran. La série a été présentée au public en janvier 2019 avec des plans pour commencer la course en 2021. La série a également présenté Continental comme fournisseur de pneus et la société brésilienne CBMM comme fournisseur de niobium pour la production de véhicules.
En juillet 2019, un premier prototype du véhicule de série nommé Odyssey 21 a été présenté. En décembre 2019, le calendrier provisoire de la première saison en 2021 a été révélé, avec des courses au Sénégal, en Arabie saoudite, en Argentine, en Groenland et au Brésil.
En novembre 2020, les véhicules ont été livrés aux équipes, qui ont ensuite pu appliquer leurs livrées et se familiariser avec la voiture et son fonctionnement.

## Véhicules
En Extreme E, toutes les équipes s'affrontent avec le même véhicule. Le véhicule est fabriqué par Spark Racing Technology, le constructeur des voitures de Formule E, et sont propulsés par deux moteurs électriques produits par Williams Advanced Engineering, qui peuvent avoir une puissance maximale de 500 kW (680 PS). La spécification des entraînements correspond à celle du championnat du monde de Formule E. L'accumulateur du véhicule est un composant unitaire et provient de McLaren Electronic Systems, une filiale du groupe McLaren,.
Les constructeurs et les équipes sont autorisés à concevoir eux-mêmes la carrosserie de la voiture afin de se démarquer visuellement de la concurrence. Les pneus des véhicules proviennent du fournisseur Continental.

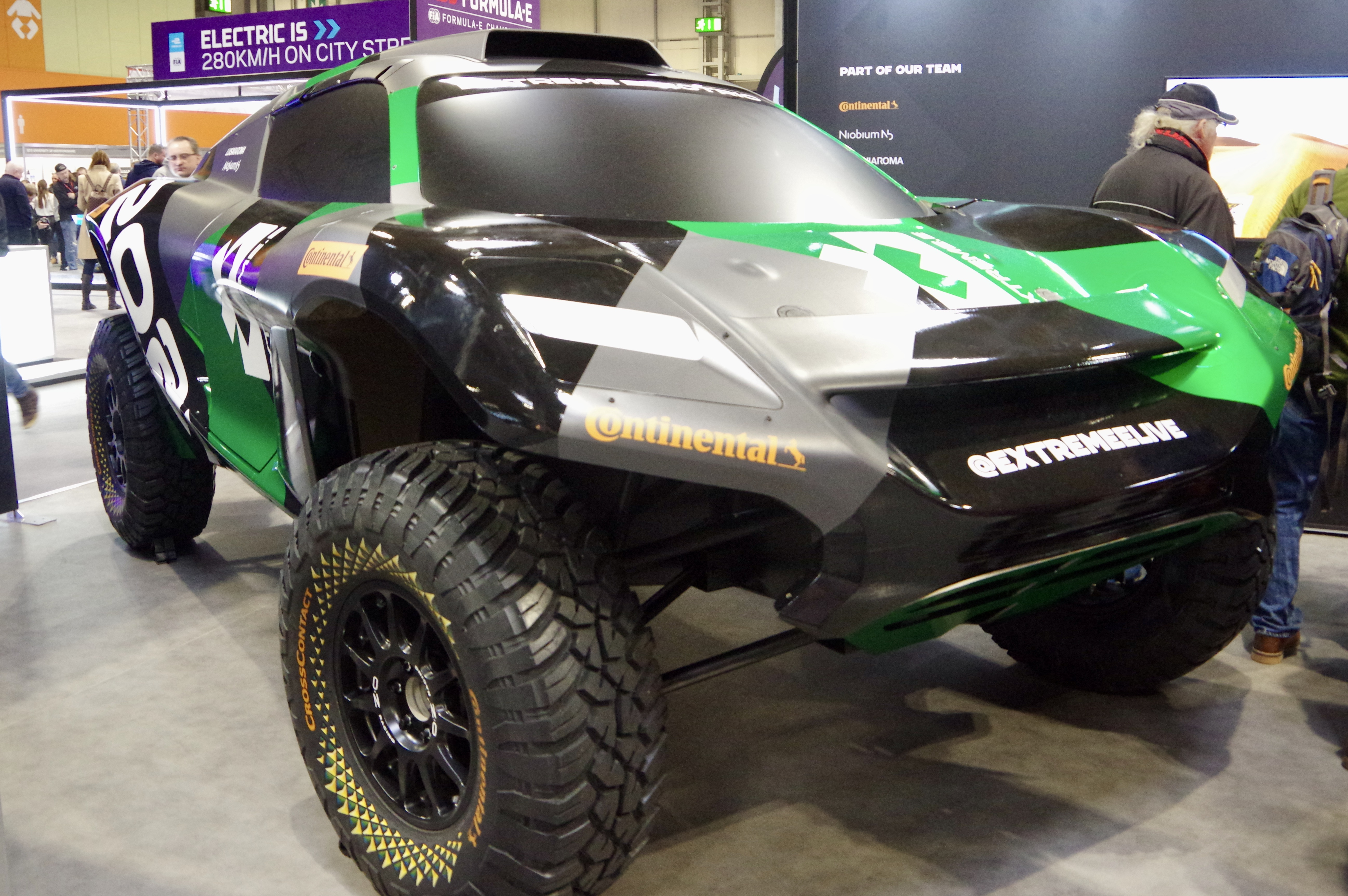
La Spark Odyssey 21.

Le SUV électrique Spark Odyssey 21 a été dévoilé en tant que véhicule de compétition de la série au Goodwood Festival of Speed le 5 juillet 2019. La voiture est équipée d'un cadre tubulaire en alliage d'acier renforcé de niobium, ainsi que d'une structure de collision et d'un arceau de sécurité. Il pèse 1 780 kg et est capable de 0 à 100 km/h en 4,5 secondes, avec une puissance maximale de 500 kW (680 ch). Il peut également gérer des pentes allant jusqu'à 130 %.

## Lieux de course
Les courses ont lieu à différents endroits. Ce que tous les lieux ont en commun, c'est que les effets du changement climatique sont déjà clairement visibles. L'Arctique, la Terre de feu, le désert d'Arabie, la forêt amazonienne et les côtes du Sénégal ont été annoncés comme lieux de course pour la première saison. Chacune des courses se concentre sur les conséquences spécifiques du changement climatique ou des problèmes de protection de l'environnement, y compris la fonte des calottes glaciaires, les glaciers, la désertification, la déforestation et les déchets plastiques dans les océans, ainsi que l'élévation du niveau de la mer.

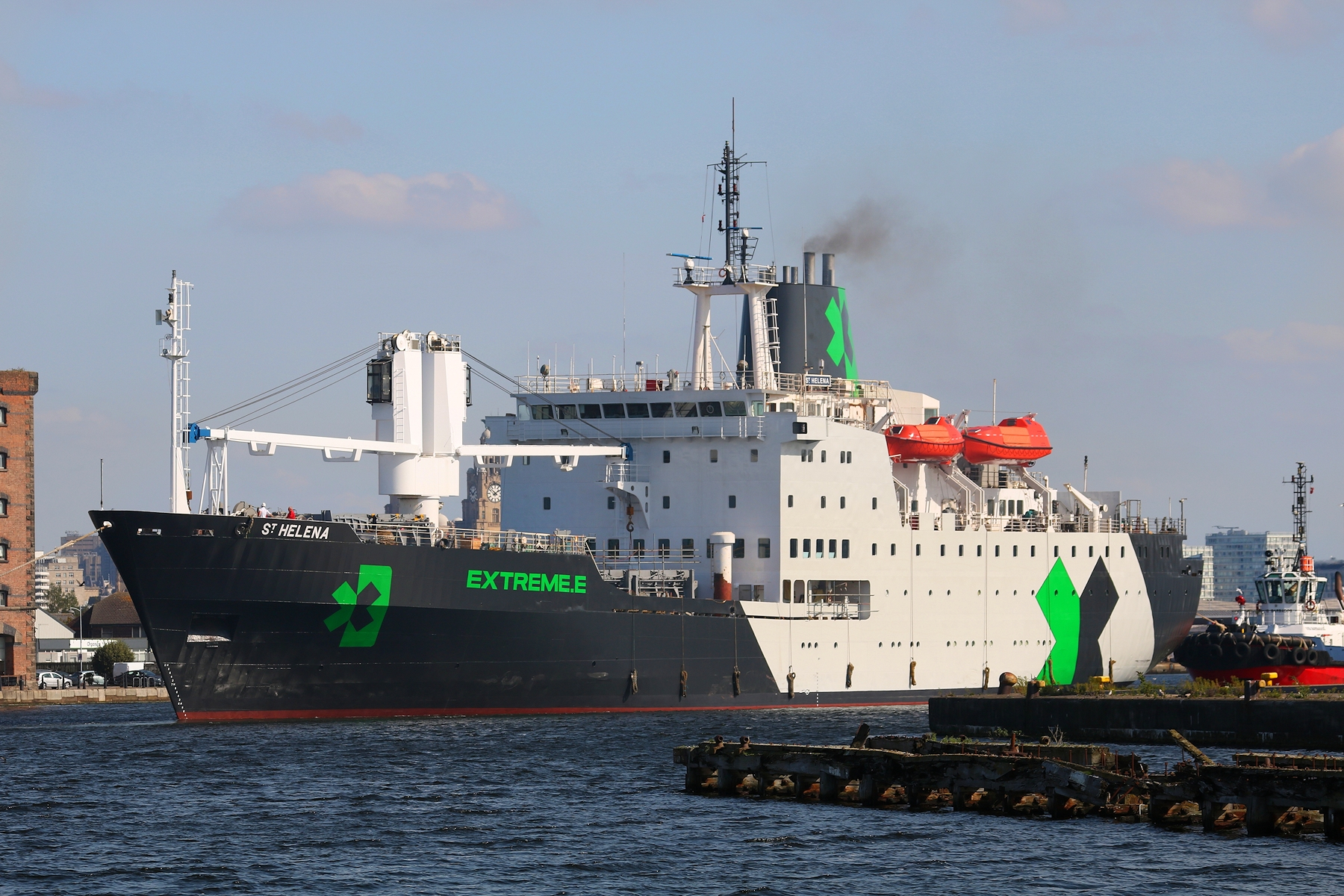
Le navire St. Helena.

Pour atteindre les sites de course, les véhicules, le matériel et le personnel seront transportés sur l'ancien navire postal britannique St. Helena, qui fonctionne comme un paddock flottant. À cet effet, le navire sera d'abord rénové et modernisé.
Le transport sera climatiquement neutre, mais grâce à une voile, le navire devrait atteindre une vitesse de sept nœuds sans son propre système de propulsion et consommer 70 % de carburant en moins au total.

## Organisation des courses
Les étapes devraient avoir une longueur comprise entre six et dix kilomètres. Les conducteurs doivent traverser plusieurs portes virtuelles. Les courses, appelé "xPrix", se déroulent sous forme de tournoi sur des parcours hors route.
Un week-end de course Extreme E se compose de plusieurs manches, deux contre-la-montre de qualification samedi, puis la demi-finale, la "Crazy Race" et le "Shoot-out", suivie de la finale dimanche. Chaque tour de qualification est un contre-la-montre et des points sont attribués pour la position d'arrivée qui est basée sur les temps combinés des deux manches de qualification.
Les trois meilleures équipes des deux tours de qualification se qualifient pour la demi-finale, les trois suivantes pour la Crazy Race et les trois dernières pour les Shoot-out. Chacun de cela sont toutes une course avec les trois voitures qui s'affronte. Les deux premières voitures de la demi-finale et la meilleure voiture de la Crazy Race passent à la finale, qui est une autre course avec trois voitures.
Dans chaque course, la voiture doit effectuer deux tours du parcours, chaque membre de l'équipe effectuant un tour. Les équipes doivent avoir un homme et une femme, qui s'acquitteront des mêmes tâches de conduite, en promouvant l'égalité des sexes et des règles du jeu équitables entre les concurrents. Il y a un point de changement de pilote sur la piste où les changements de pilote ont lieu. Après le premier tour de chaque course, il y a un arrêt obligatoire de 45 secondes pour changer de pilote.
Pendant les courses, une augmentation de puissance, appelé "Hyperdrive" peut être utilisée par tour, ce qui fournit une puissance supplémentaire pendant quelques secondes.

## Palmarès
| Année | Champion(ne) (Équipe mixte de pilotes)         | Écurie gagnante  | Deuxième (Équipe mixte de pilotes)             | Troisième (Équipe mixte de pilotes) |
| ----- | ---------------------------------------------- | ---------------- | ---------------------------------------------- | ----------------------------------- |
| 2021  | Johan Kristoffersson Molly Taylor              | Rosberg X Racing | Sébastien Loeb Cristina Gutiérrez              | Timmy Hansen Catie Munnings         |
| 2022  | Sébastien Loeb Cristina Gutiérrez              | Team X44         | Johan Kristoffersson Mikaela Åhlin-Kottulinsky | Carlos Sainz Laia Sanz              |
| 2023  | Johan Kristoffersson Mikaela Åhlin-Kottulinsky | Rosberg X Racing | Mattias Ekström Laia Sanz                      | Kevin Hansen Molly Taylor           |

Victoires d'X-Prix (étapes) depuis leur création en 2021
| Rang | Pilote               | Victoires |
| ---- | -------------------- | --------- |
| 1    | Johan Kristoffersson | 8         |
| 2    | Kevin Hansen         | 3         |
| 3    | Mattias Ekström      | 2         |
| -    | Sébastien Loeb       | 2         |
| -    | Fraser McConnell     | 2         |
| 6    | Nasser Al-Attiyah    | 1         |
| -    | Timmy Hansen         | 1         |
| -    | Kyle LeDuc           | 1         |

| Rang | Pilote                    | Victoires |
| ---- | ------------------------- | --------- |
| 1    | Molly Taylor              | 6         |
| 2    | Mikaela Åhlin-Kottulinsky | 5         |
| 3    | Cristina Gutiérrez        | 4         |
| 4    | Laia Sanz                 | 2         |
| 5    | Klara Andersson           | 1         |
| -    | Catie Munnings            | 1         |
| -    | Sara Price                | 1         |

| Rang | Ecurie              | Victoires |
| ---- | ------------------- | --------- |
| 1    | Rosberg X Racing    | 8         |
| 2    | Team X44            | 4         |
| 3    | Veloce Racing       | 3         |
| 4    | Acciona/Sainz       | 2         |
| 5    | Abt Cupra           | 1         |
| -    | Andretti United     | 1         |
| -    | Chip Ganassi Racing | 1         |

## Équipes et pilotes
Les équipes doivent être composées à parts égales de pilotes masculins et féminins. Les pilotes participent ensemble aux courses de deux tours et changent de position au volant après un tour. L'Extreme E est la première série de course à poursuivre un tel concept.
| Équipe                        | Pays Équipe | Homme                | Femme                     |
| ----------------------------- | ----------- | -------------------- | ------------------------- |
| Legacy Motor Club             | États-Unis  | Travis Pastrana      | Gray Leadbetter           |
| ACCIONA \| Sainz XE Team      | Espagne     | Fraser McConnell     | Laia Sanz                 |
| Andretti Altawkilat Extreme E | États-Unis  | Timmy Hansen         | Catie Munnings            |
| JBXE                          | Royaume-Uni | Andreas Bakkerud     | Dania Akeel               |
| NEOM McLaren Extreme E        | Royaume-Uni | Mattias Ekström      | Cristina Gutiérrez        |
| Rosberg X Racing              | Allemagne   | Johan Kristoffersson | Mikaela Åhlin-Kottulinsky |
| E.ON Veloce Racing            | Royaume-Uni | Kevin Hansen         | Molly Taylor              |
| SUN Minimeal Team             | Allemagne   | Timo Scheider        | Klara Andersson           |

## Couverture télévisuelle
En raison du manque d'infrastructure sur le lieu de la course, la série n'était initialement pas planifiée comme un événement en direct. Les courses devraient être diffusées qu'après la fin de la saison, et tous les participants devraient signer des accords de confidentialité selon lesquels ils garderaient les résultats des courses secrets.
Cependant, ces plans ont été par la suite révisé. Les courses de la série sont désormais diffusées en direct à la télévision et en streaming en direct. Des drones sont utilisés pour compenser le manque d'infrastructure.